# 斯莫爾島
斯莫爾島（英語：Small Island），是南極洲的島嶼，屬於帕默群島中克里斯蒂安尼亞群島的一部分，位於因特克倫斯島以南6公里，長1.9公里，現時由南極條約體系管理。